# 刺桐姬小蜂
刺桐姬小蜂（學名：Quadrastichus erythrinae），台灣則稱作刺桐釉小蜂，是膜翅目細腰亞目的一種。於2004年才正式發佈並確認為新種。因其僅在刺桐屬植物上製造蟲癭造成其病害，故命名為刺桐姬小蜂。雖對人無直接危害，但在亞熱帶地區的刺桐屬植物已被其廣泛侵害，是各地政府其中一種重點處理的害蟲。

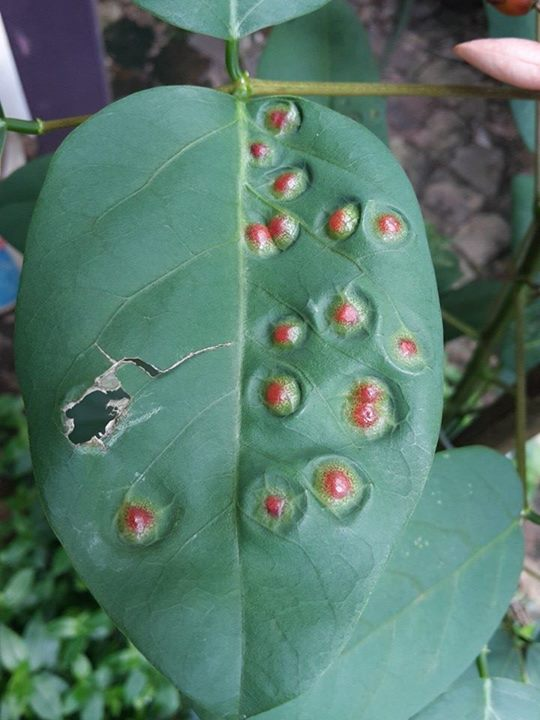
造成的蟲癭